# Gliclazide
Le gliclazide est un médicament antidiabétique oral commercialisé par les laboratoires Servier. 
Le gliclazide appartient à la famille des sulfonylurées, des agents stimulants de la sécrétion d’insuline par les cellules bêta du pancréas, laquelle fait défaut dans le diabète de type 2. Il est distribué sous les noms de marque Diamicron, Diabeton, Diaprel, Dianormax, Diadeon, Diadistane.

## Indications
Le gliclazide est indiqué dans le traitement du diabète non insulinodépendant (appelé également diabète de type 2) chez l’adulte. Il est indiqué lorsque les mesures hygiéno-diététiques classiques, telles que la mise en place d’un régime alimentaire adapté, l’exercice physique et la perte de poids ne sont pas suffisantes pour atteindre l’équilibre glycémique.
La sécurité et l’efficacité du gliclazide n’ont pas été établies chez l’enfant, aucune donnée n'étant disponible.

## Mode d’action
Le gliclazide appartient à la famille des sulfamides hypoglycémiants qui sont des traitements du diabète de type 2. Le gliclazide possède un hétérocycle azoté à liaison endocyclique, ce qui le différencie des autres sulfamides.
Le gliclazide diminue la glycémie en stimulant la sécrétion d’insuline par les cellules bêta des îlots de Langerhans. Chez le diabétique de type 2, en présence de glucose, le gliclazide restaure le pic précoce d'insulinosécrétion, et augmente la seconde phase d'insulinosécrétion. Une augmentation significative de la réponse insulinique est observée en réponse à un repas ou une absorption de glucose.
En plus de ces propriétés métaboliques, le gliclazide présente des propriétés hémovasculaires avec des effets cliniques positifs sur le rein. Ainsi, le gliclazide diminue le processus de microthrombose par deux mécanismes qui pourraient être impliqués dans les complications du diabète :
- une inhibition partielle de l'agrégation et de l'adhésivité plaquettaires ainsi qu'une diminution des marqueurs d'activation plaquettaire tels que bêta thromboglobuline, thromboxane B2 ;
- une action sur l'activité fibrinolytique de l'endothélium vasculaire avec une augmentation de l'activité t-PA.

## Études cliniques
En 2007 ont été publiés les résultats d’une étude d’envergure conduite afin d’établir le rationnel du traitement intensif du diabète par le gliclazide (étude ADVANCE).
Cette étude internationale réalisée dans 215 centres et 20 pays a évalué l’effet du gliclazide sur un critère composite des événements micro- et macrovasculaires chez 11 140 patients diabétiques. Ces événements incluaient les décès cardiovasculaires, infarctus du myocarde, accidents vasculaires cérébraux non mortels, apparition ou aggravation d’une néphropathie et d’une rétinopathie.
Au début de l’étude, les patients étaient âgés de 66 ans, diabétiques depuis 8.5 ans avec une hémoglobine glyquée (HbA1c) de 7,5 %. Le bras traitement du diabète a été réparti en deux groupes :
- traitement intensif constitué du gliclazide associé si nécessaire à d’autres antidiabétiques oraux et si besoin à l’insuline (l’objectif étant d’amener l’HbA1c sous le seuil des 6,5 %) ;
- traitement médicamenteux basé sur les recommandations en vigueur à l’époque, le choix du ou des antidiabétiques étant laissé à la discrétion du prescripteur (le gliclazide n’étant pas autorisé dans ce groupe).

Les patients ont ainsi été suivis pendant cinq ans. À la fin de cette période, la différence d’HbA1c était de 0,67 % (soit 6,5 % dans le groupe intensif, contre 7,3 % dans l’autre).
Dans le groupe intensif, le poids est resté stable et le nombre d’hypoglycémies sévères a été très faible, sans décès ni séquelles. En parallèle des effets glycémiques, les effets vasculaires ont été bien identifiés dans le groupe traitement intensif avec une diminution du risque relatif de survenue d'évènements microvasculaires de 23%, principalement d'une néphropathie), sans diminution statistiquement significative du risque relatif de survenue d'évènements macrovasculaires..
Ces effets positifs sur la physiologie rénale du traitement intensif du diabète sur la base du gliclazide perdurent jusqu’à 5 ans après l’arrêt du traitement, comme démontré dans l’étude Advance-on.

## Posologie et mode d'administration
Un à quatre comprimés en une seule prise au moment du petit déjeuner y compris chez les patients de plus de 65 ans et chez les insuffisants rénaux modérés avec une surveillance attentive.
Chez les patients présentant une insuffisance hépatique ou une insuffisance rénale sévère, la pharmacocinétique et/ou la pharmacodynamie du gliclazide peuvent être modifiées ce qui peut avoir un impact sur la durée d’éventuels épisodes hypoglycémiques, justifiant une prise en charge appropriée chez ces catégories de patients.
Le gliclazide peut être associé aux biguanides, aux inhibiteurs de l’alpha-glucosidase, ou à l’insuline.

## Contre-indications
Comme tout médicament, le gliclazide est contre-indiqué aux personnes souffrant d’hypersensibilité au gliclazide, à l’un de ces excipients, aux sulfonylurées, aux sulfamides.
Les autres contre-indications concernent les patients diabétiques de type 1, les patients en pré-coma ou coma diabétiques, ceux souffrant d’acidocétose diabétique, les insuffisants rénaux ou hépatiques sévères, les patients traités par miconazole, et les femmes allaitantes.

## Mise en garde et précautions d'emploi

### Hypoglycémies
Afin de minimiser le risque d’hypoglycémie, le gliclazide ne sera prescrit que si le patient est susceptible de s'alimenter régulièrement (y compris prise de petit-déjeuner). Il est important d'absorber régulièrement des hydrates de carbone, le risque d'hypoglycémie étant majoré en cas de repas pris tardivement, d'alimentation insuffisante ou pauvre en hydrates de carbone. L'hypoglycémie peut survenir plus particulièrement en période de régime hypocalorique, après un effort important ou prolongé, après ingestion d'alcool, ou lors de l'administration d'une association d'agents hypoglycémiants. Une hospitalisation peut s’avérer nécessaire en cas d’épisodes sévères et prolongés.
Plusieurs facteurs peuvent contribuer à augmenter le risque d’hypoglycémie dans le cadre d’un traitement antidiabétique :
- le refus ou l’incapacité du patient à coopérer, ce qui peut s’observer notamment dans le traitement de la personne âgée ;
- comportement alimentaire inadapté tel que malnutrition, horaire irrégulier des repas, repas sauté, période de jeûne ou modification du régime ;
- déséquilibre entre exercice physique et prise d’aliments à base d’hydrates de carbone ;
- insuffisance rénale ;
- insuffisance hépatique sévère ;
- certains désordres endocriniens tels que troubles thyroïdiens, insuffisance hypophysaire et surrénale ;
- administration concomitante d’autres médicaments.

### Analyses biologiques
Les médicaments de la classe des sulfonylurées, à laquelle appartient le gliclazide, sont susceptibles d’entraîner une anémie hémolytique chez les sujets porteurs d’un déficit enzymatique en G6PD (glucose-6-phosphate déshydrogénase).

## Interactions

### Hypoglycémie
Les associations du gliclazide avec les produits suivants sont susceptibles de majorer les épisodes d’hypoglycémie et sont par conséquent contre-indiquées ou déconseillées :
Contre-indiquées
- Miconazole (voie générale, gel buccal)

Déconseillées
- Phénylbutazone (voie générale)
- Alcool

D’autres traitements concomitants à l’utilisation du gliclazide nécessitent des précautions d'emploi :
- autres antidiabétiques (insuline, acarbose, metformine, thiazolidinediones, inhibiteurs de la dipeptidyl peptidase-4, agonistes des récepteurs GLP-1) ;
- bêta-bloquants, fluconazole, inhibiteur de l'enzyme de conversion (captopril, énalapril) ;
- antagonistes des récepteurs-H2 ;
- IMAO ;
- sulfonamides ;
- clarithromycine ;
- anti-inflammatoires non stéroïdiens.

### Augmentation de la glycémie
L’association du gliclazide avec le danazol est déconseillée car pouvant provoquer une augmentation de la glycémie.
D’autres médicaments, tels que la chlorpromazine à fortes posologies, les glucocorticoïdes (voie générale et locale), la ritodrine, le salbutamol, le terbutaline peuvent également augmenter la glycémie lorsqu’associés au gliclazide : des précautions d’emploi s’imposent donc dans ce contexte.

## Grossesse et allaitement

### Grossesse
D’une manière générale, il existe peu de données concernant le traitement du diabète par sulfonylurées chez la femme enceinte. Le gliclazide ne fait pas exception et la prudence s’impose donc dans ce contexte.

### Allaitement
Le gliclazide est contre-indiqué chez la femme qui allaite.

## Effets indésirables
Les effets indésirables suivants ont été rapportés que ce soit dans les études cliniques ou une fois mis sur le marché.

### Hypoglycémies
Comme pour les autres sulfamides hypoglycémiants, le traitement par gliclazide peut entraîner une hypoglycémie, en particulier en cas de repas pris à intervalles irréguliers et en cas de saut d'un repas. Les symptômes disparaissent en général après la prise d’hydrates de carbone (glucides). L’expérience avec les autres sulfamides hypoglycémiants montre que malgré des mesures initialement efficaces, une hypoglycémie peut récidiver.
En cas d’hypoglycémie sévère ou prolongée, même temporairement contrôlée par une absorption de sucre, un traitement médical immédiat voire une hospitalisation peut s’imposer.

### Autres effets indésirables
Des troubles gastro-intestinaux à type de douleurs abdominales, nausées, vomissements, dyspepsie, diarrhées, constipation, ont été rapportés ; ils peuvent être évités ou diminués si le traitement est pris pendant le petit-déjeuner.
Les effets indésirables suivants ont été plus rarement rapportés :
- éruptions cutanéo-muqueuses : rash, prurit, urticaire, angio-œdème, érythème, éruptions maculopapuleuses, réactions bulleuses (telles que le syndrome de Stevens-Johnson et la nécrolyse épidermique toxique) ;
- troubles hématologiques : ils sont rares et incluent anémie, leucopénie, thrombocytopénie, granulocytopénie ; ces anomalies sont généralement réversibles à l'arrêt du traitement ;
- troubles hépato-biliaires : élévation des enzymes hépatiques (ASAT, ALAT, phosphatases alcalines), hépatites (cas isolés). En règle générale, ces symptômes régressent à l'arrêt du traitement ;
- troubles visuels : des troubles visuels transitoires dus aux variations de la glycémie peuvent survenir en particulier lors de l’instauration du traitement.

### Effets de classe
Comme pour les autres sulfamides hypoglycémiants, les effets indésirables suivants ont été observés : érythrocytopénie, agranulocytose, anémie hémolytique, pancytopénie, vasculite allergique, hyponatrémie, augmentation du taux des enzymes hépatiques, insuffisance hépatique (cholestase et ictère) voire hépatite qui ont régressé à l’arrêt du traitement ; seuls quelques cas ont conduit à une insuffisance hépatique mettant en jeu le pronostic vital.

## Divers
Le gliclazide fait partie de la liste des médicaments essentiels de l'Organisation mondiale de la santé (liste mise à jour en avril 2013).